# انیو چرلیسی
انیو چرلیسی (ایتالیایی: Ennio Cerlesi؛ ‏ ۲۱ ژانویهٔ ۱۹۰۱ – ۱ فوریهٔ ۱۹۵۱) یک بازیگر اهل ایتالیا بود.
از فیلم‌هایی که وی در آن‌ها نقش داشته‌است، می‌توان به دکتر آنتونیو، کاستا دیوا و ده فرمان اشاره نمود.